# Kjersti Graver
Kjersti Graver (* 8. Oktober 1945 in Oslo; † 14. Februar 2009 in Jar, Bærum) war eine norwegische Juristin. Bekannt war sie für ihre Tätigkeit im Verbraucherschutz.

## Leben
Graver studierte Rechtswissenschaften und arbeitete drei Jahre beim SWOKA Instituut voor Consumentenonderzoek in Den Haag. Danach trat sie in das norwegische Verbraucherschutzministerium ein. Unter anderem setzte sie das zwischen 1978 und 1989 geltende Verbot von Skateboards in Norwegen durch.
Zwischen 1987 und 1995 war sie Verbraucherombudsfrau (Forbrukerombudet). In dieser Funktion versuchte sie, Fernsehwerbung der norwegischen Tochtergesellschaften von Mattel und Lego in einem britischen, aber auf Norwegen ausgerichteten Satelliten-Fernsehprogramm zu verbieten. Damit scheiterte ihre Behörde letztlich vor dem EFTA-Gerichtshof. Einen weiteren Schwerpunkt ihrer Amtszeit bildete der Kampf gegen geschlechtsdiskriminierende Werbung.
Im Jahr 1995 wurde sie zur Richterin am Landgericht Borgarting (Borgarting lagmannsrett) berufen. Diese Funktion übte sie bis 2007 aus. Graver war zeitweise Mitglied eines Kontrollausschusses des Storting zur Überwachung der norwegischen Geheimdienste (EOS-utvalget) sowie Vorstandsmitglied von Amnesty International Norwegen.
Graver war mit dem Richter Lars Oftedal Broch (1939–2017) verheiratet.